# Epiplema caesia
Epiplema caesia är en fjärilsart som beskrevs av W. Warren 1897. Epiplema caesia ingår i släktet Epiplema och familjen Uraniidae. Inga underarter finns listade i Catalogue of Life.